# Oswego (Illinois)
Oswego es una villa ubicada en el condado de Kendall en el estado estadounidense de Illinois. En el Censo de 2010 tenía una población de 30355 habitantes y una densidad poblacional de 749,66 personas por km².

## Geografía
Oswego se encuentra ubicada en las coordenadas 41°41′00″N 88°20′20″O / 41.68333, -88.33889. Según la Oficina del Censo de los Estados Unidos, Oswego tiene una superficie total de 40.49 km², de la cual 40.22 km² corresponden a tierra firme y (0.68%) 0.27 km² es agua.

## Demografía
Según el censo de 2010, había 30355 personas residiendo en Oswego. La densidad de población era de 749,66 hab./km². De los 30355 habitantes, Oswego estaba compuesto por el 85.65% blancos, el 5.16% eran afroamericanos, el 0.24% eran amerindios, el 3.43% eran asiáticos, el 0.03% eran isleños del Pacífico, el 3.24% eran de otras razas y el 2.24% pertenecían a dos o más razas. Del total de la población el 11.71% eran hispanos o latinos de cualquier raza.